# Dupont (Indiana)
Dupont es un pueblo ubicado en el condado de Jefferson en el estado estadounidense de Indiana. En el Censo de 2010 tenía una población de 339 habitantes y una densidad poblacional de 128,45 personas por km².

## Geografía
Dupont se encuentra ubicado en las coordenadas 38°53′29″N 85°31′1″O / 38.89139, -85.51694. Según la Oficina del Censo de los Estados Unidos, Dupont tiene una superficie total de 2.64 km², de la cual 2.64 km² corresponden a tierra firme y (0%) 0 km² es agua.

## Demografía
Según el censo de 2010, había 339 personas residiendo en Dupont. La densidad de población era de 128,45 hab./km². De los 339 habitantes, Dupont estaba compuesto por el 95.87% blancos, el 2.06% eran afroamericanos, el 0% eran amerindios, el 0% eran asiáticos, el 0% eran isleños del Pacífico, el 2.06% eran de otras razas y el 0% pertenecían a dos o más razas. Del total de la población el 2.65% eran hispanos o latinos de cualquier raza.